# Henry Prentiss Armsby
Henry Prentiss Armsby, född 1853 och död 1921, var en amerikansk husdjursfysiolog.

## Biografi
Armsby var chef för Pennsylvania försöksstation för husdjursutfodring. Armsby, som publicerat grundläggande undersökninga av husdjurens ämnes- och energiomsättning, är mest känd som författare av handböcker i husdjurens utfodring; han införde i utfodringsläran begreppet "nettoenergi", såsom varande en del av fodrets totala energi, som kan återvinnas som energi i ekonomiskt nyttiga produkter.